# Distansisolator
Distansisolator är en isolator till elstängsel som låter tråden eller repet löpa en bit ifrån stängselstolparna. Vanliga elstängselisolatorer låter tråden löpa cirka 1 centimeter från stolparna.
Vanliga tillämpningsområden kan vara:
- När man monterar elstängslet en bit ifrån ett taggtrådsstängsel men ändå vill använda samma stolpar.
- När man använder träd istället för stolpar och behöver gå runt grova stammar utan att elstängslet nuddar stammarna (vilket avleder ström).
- När man vill ha en rak stängsellinje men inte kan montera stolparna i linje (på grund av till exempel stenar i marken)
- När två hagar angränsar till varandra och man vill att djuren inte ska kunna komma nära varandra vid stängslet.[1]

Distansisolatorer kan vara utformade som grisknorrar, ringisolatorer eller rephylsor. Typiska längder på distansisolatorerna är cirka 5-10 centimeter, gängorna ej inräknade.